# Shoutcast (E-Sport)
Unter einem Shoutcast versteht man im E-Sport die Audio-Übertragung eines Computerspiel-Matches.
Mit der immer weiter steigenden Popularität des E-Sport wurden auch diverse Übertragungsformate eingeführt, damit der Fan seiner Lieblingsmannschaft oder seinem -spieler zuschauen konnte. Den Anfang machte hier HLTV, welches in Counter-Strike integriert wurde, um Liga- oder Turnierspiele über das Internet zu übertragen. Auch andere Spiele erhielten später ihr eigenes Übertragungsformat wie beispielsweise Quake III Arena mit G-TV. Diese Formate boten allerdings nur Video-Übertragungen. Einen Audio-Kommentar gab es hierzu nicht.
Mit der immer weiter steigenden Beliebtheit von Computerspielen wie Warcraft III: Reign of Chaos oder StarCraft wurde es nötig, auch hier ein Übertragungsformat zu finden. Da jedoch Blizzard als Hersteller der Spiele keine Funktion eingebaut hatte, eine Partie als Video-Stream oder Ähnliches zu übertragen, wurde innerhalb der Szene nach Alternativen gesucht.
Die Wahl fiel hierbei schnell auf einfache Audio-Übertragungen. Diese ähnelten den früheren Radio-Übertragungen von Fußballspielen, in welchen lediglich ein Moderator das ganze Spiel in Worte fasste.
In der Warcraft-Szene setzte sich für solche Übertragungen schnell der Name Shoutcast durch, da man die (ursprünglich) für Winamp ausgelegte SHOUTcast-Technologie verwendete (jedoch ist sie auch mit anderen Medienspielern nutzbar).
Mit zunehmender Popularität solcher Shoutcasts wurden sie auch für andere Spiele häufiger eingesetzt. Ein großer Vorteil dieser Technik war, dass man für diese Shoutcasts keine installierte Version des Spieles brauchte, sondern lediglich einen Medienspieler.
Des Weiteren erschien für Warcraft 3 ein Video-Übertragungstool namens Waaagh!TV, das sogar die (manuelle) Synchronisation des Spiels mit dem des Shoutcasters erlaubt. So lässt sich, eine installierte und aktuelle Version von WC3 vorausgesetzt, das Spiel mit Video- und Audiokommentar genießen.